# Stenoma cretifera
Stenoma cretifera är en fjärilsart som beskrevs av Felder 1875. Stenoma cretifera ingår i släktet Stenoma, och familjen praktmalar, Oecophoridae. Inga underarter finns listade i Catalogue of Life.